# Photoelektrochemie
Die Photoelektrochemie ist ein Teilbereich der Elektrochemie, der sich mit dem Verhalten von Halbleiter-Elektrolyt-Systemen bei Bestrahlung mit Licht befasst. Der Halbleiter stellt dabei eine Elektrode dar, die zusammen mit dem Elektrolyt eine Halbzelle bildet. Beim Einstrahlen des Lichtes bildet sich ein Elektron-Loch-Paar, welches in einer anschließenden elektrochemischen Reaktion beteiligt ist. Diese Eigenschaft von Halbleitermaterialien wurde bereits erfolgreich zur Umwandlung von Sonnenenergie in elektrische Energie durch photovoltaische Geräte genutzt.

## Geschichte
Die Photoelektrochemie wurde in den 1970er- und 1980er-Jahren aufgrund der ersten Erdölkrise intensiv erforscht. Da fossile Brennstoffe nicht erneuerbar sind, ist es notwendig, Verfahren zur Gewinnung erneuerbarer Ressourcen und zur Nutzung sauberer Energie zu entwickeln. Künstliche Photosynthese, photoelektrochemische Wasserspaltung und regenerative Solarzellen sind in diesem Zusammenhang von besonderem Interesse.

## Anwendungen
Die Photoelektrochemie wurde im Bereich der Wasserstofferzeugung aus Wasser und Sonnenenergie intensiv untersucht.
Viele Materialien haben vielversprechende Eigenschaften zur effizienten Wasserspaltung gezeigt; am besten geeignet ist nach wie vor Titandioxid: billig, reichlich vorhanden und stabil gegen Photokorrosion. Das Hauptproblem ist jedoch seine Bandlücke, die je nach Kristallinität (Anatas oder Rutil) 3 oder 3,2 eV beträgt. Diese Werte sind zu hoch, da ihretwegen nur die Wellenlänge im UV-Bereich absorbiert werden kann. Um die Leistung von Titandioxid bei der Spaltung von Wasser mit der Wellenlänge des Sonnenlichts zu erhöhen, muss das Material sensibilisiert werden. Derzeit ist die Sensibilisierung mit Quantenpunkten vielversprechend, aber weitere Forschungen sind erforderlich, um neue Materialien zu finden, die das Licht effizient absorbieren können.
Die künstliche Photosynthese ist eine vielversprechende Methode zur Nachahmung der natürlichen Photosynthese, um solche Verbindungen herzustellen. Die photoelektrochemische Reduktion von Kohlenstoffdioxid wird wegen ihrer weltweiten Auswirkungen intensiv untersucht.